# DHC Langenthal
Der Damen-Hockey-Club (DHC) Langenthal war ein Fraueneishockeyverein aus der Stadt Langenthal in der Schweiz, der 1986 gegründet wurde und sich 2013 vom Spielbetrieb zurückzog.

## Geschichte
Der DHC Langenthal wurde am 26. November 1986 gegründet. In der Saison 1987/88 belegte das Team den 3. Rang der Westgruppe. Am Ende der Saison 1988/89 erreichte der DHC den Aufstieg in die höchste Spielklasse der Schweiz, die damalige Leistungsklasse A, aus der das Team ein Jahr später wieder abstieg. Ohne eine einzige Niederlage in der Saison 1991/92 folgte der Wiederaufstieg in die Leistungsklasse A, in der die Mannschaft 1993 die Vizemeisterschaft gewann. In der Saison 1993/94 gelang es den Frauen des DHC, zum ersten Mal in der Vereinsgeschichte Schweizer Meister zu werden.
Vor der Saison 1996/97 gründete der DHC eine zweite Frauen-Mannschaft, um den Nachwuchs besser an das Niveau der Leistungsklasse A heranzuführen. Dieses zweite Team bildete mit Spielerinnen des SC Reinach eine Spielgemeinschaft und nahm am Spielbetrieb der Leistungsklasse C (dritte Spielklasse) teil. 2003 wurde eine Spielgemeinschaft mit dem DHC Napf gegründet.
Zwischen 2001 und 2003 spielte die erste Mannschaft des DHC wieder in der Leistungsklasse A, anschließend erfolgte der Abstieg in die LKB.
Ab der Saison 2004/05 spielte der DHC Langenthal wieder in der ersten Spielklasse, parallel wurden Kooperationen mit dem DEHC Biel und dem HC Sursee vereinbart, um jeder Spielerin die passende Mannschaft und Spielniveau zu bieten. 2006 entschied sich der DHC, eine dritte Frauenmannschaft zu etablieren.

## Erfolge
- 1993 Vizemeister der LKA
- 1994 Schweizer Meister
- 2008 Schweizer Meister[3]
- 2008 Gewinn des Swiss Women’s Hockey Cup
- 2009 Vizemeister der LKA
- 2010 Gewinn des Swiss Women’s Hockey Cup[4]